# Amardeo Sarma
Amardeo Sarma, född 1955 i Kassel, Hessen, är en indisk-tysk elektroingenjör, manager och författare.
Amardeo Sarma är aktiv inom den skeptiska rörelsen. 

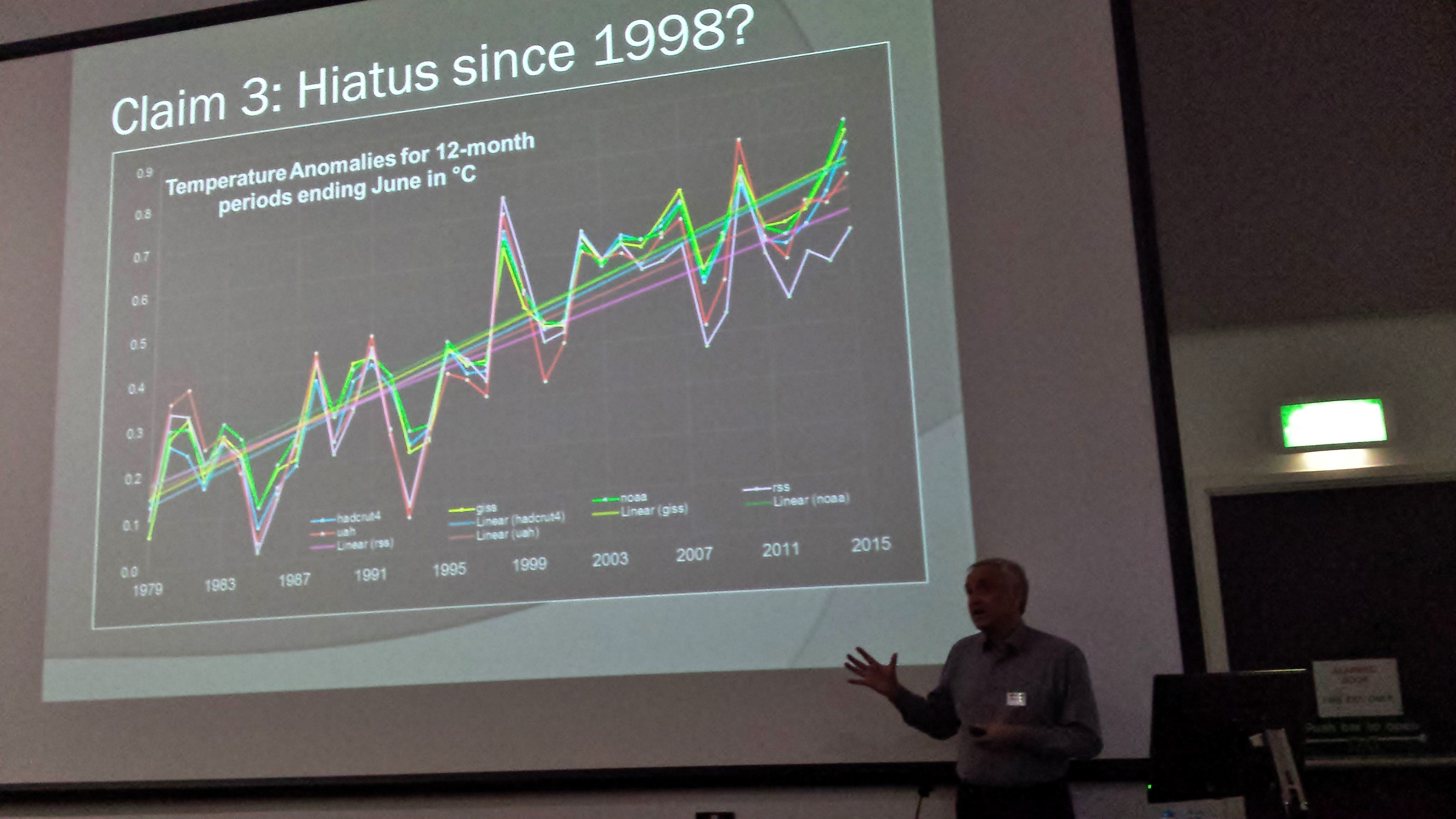
Amardeo Sarma, 2015